# Festa patrimonial d'interès nacional
La Generalitat de Catalunya, a través del Catàleg del patrimoni festiu de Catalunya, reserva la denominació de festa patrimonial d'interès nacional a les celebracions d'origen remot, estructurades a partir de seqüències rituals basades en costums i manifestacions simbòliques de caràcter identitari, i que tinguin una projecció nacional.

## Festes declarades com a Festa patrimonial d'interès nacional[2]

### Àmbit metropolità
- Festa Major de Les Santes de Mataró (2010)
- Festes de Sant Roc a la plaça Nova de Barcelona (2017)
- Festa de Sant Roc d'Arenys de Mar (2021)
- Corpus Christi de Barcelona (2021)

### Penedès
- Festa Major de l'Arboç (2009)
- Carnaval de Vilanova i la Geltrú (2010)
- Festa Major de Vilafranca del Penedès (2010)
- Festa Major de Sitges (2016)
- Corpus Christi de Sitges (2023)

### Pirineus
- Festa de les Falles d'Isil (2010)
- Festivitat de Sant Sebastià del Pont de Suert (2012)

### Catalunya central
- Festa Major de Solsona (2008)
- La Patum de Berga (2009)
- Festa del Pi de Centelles (2010)
- Fia-Faia de Bagà i Sant Julià de Cerdanyola (2010)
- Festa dels Reis d'Igualada (2016)

### Camp de Tarragona
- Festa Major de Sant Pere de Reus (2010)
- La processó de les Tres Gràcies de Reus (2010)
- Ball del Sant Crist de Salomó (2010)
- Via Crucis al Calvari de la Selva del Camp (2010)
- Festes de Santa Tecla de Tarragona (2010)
- Processó del Sant Enterrament de Tarragona (2010)
- El Cós de Sant Antoni de Vila-seca (2010)
- Festes decennals de la Mare de Déu de la Candela de Valls (2010)

### Comarques lleidatanes
- El Santíssim Misteri de Cervera (2019)
- Festa i Romeria dels Fanalets de Sant Jaume de Lleida (2022)

### Comarques gironines
- Ball dels Pabordes de Sant Joan de les Abadesses (2010)
- Festes de la Mare de Déu del Tura d'Olot (2010)
- Festa Major i el Ball de Cavallets, Gegants i Mulassa de Sant Feliu de Pallerols (2010)
- Via Crucis vivent de Sant Hilari Sacalm (2010)
- Processó i la Dansa de la Mort de Verges (2010)
- La Gala de Campdevànol (2014)

### Terres de l'Ebre
- Festa de Sant Antoni d'Ascó (2010)